# Pháp Tạng bộ

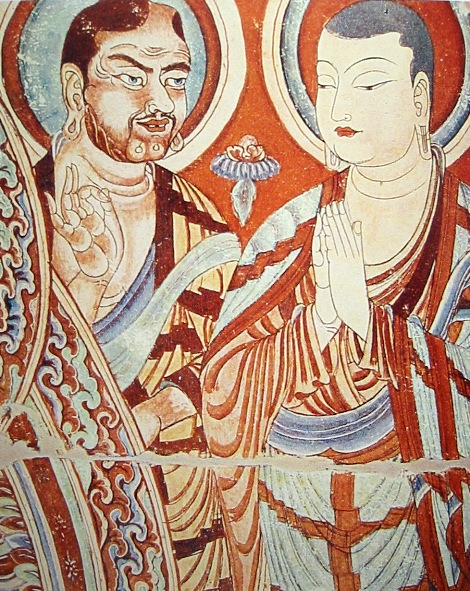
Một nhà sư Trung Á đang giảng cho một nhà sư Trung Hoa. Hang động Bezeklik, thế kỷ 9–10; mặc dù Albert von Le Coq (1913) cho rằng nhà sư tóc đỏ, mắt xanh là người Tocharia, học giả hiện đại đã xác định những nhân vật Caucasoid tương tự của cùng một ngôi đền hang động (số 9) là người Sogdiana, một chủng người Đông Iran sinh sống ở Turfan với tư cách là một cộng đồng dân tộc thiểu số trong thời kỳ nhà Đường (thế kỷ thứ 7–8) và sự cai trị của người Uyghur (thế kỷ thứ 9–13).

Pháp Tạng bộ (tiếng Trung: 法藏部; tiếng Phạn: धर्मगुप्तक; Dharmaguptaka; Pali: dhammagutta, dhammaguttika), còn gọi là Đàm-vô-đức bộ (曇無德部), Đàm-vô-quật-đa-ca bộ (曇無屈多迦部), Pháp Hộ bộ (法護部), Pháp Mật bộ (法密部), là một trong các bộ phái Phật giáo sơ kỳ. Được cho là có nguồn gốc từ một bộ phái khác, Mahīśāsakas, Pháp Tạng bộ có một vai trò nổi bật trong Phật giáo Trung Á và Trung Hoa thời kỳ đầu, và phần Prātimokṣa (giới luật dành cho bhikṣus và bhikṣuṇī) của bộ phái này vẫn còn hiện diện ở các nước Đông Á cho đến ngày nay, bao gồm cả Trung Quốc, Việt Nam, Hàn Quốc và Nhật Bản. Pháp Tạng bộ là một trong ba dòng truyền thừa Vinaya còn sót lại cho đến ngày nay, cùng với Theravāda và Mūlasarvāstivāda.

## Từ nguyên
Guptaka có nghĩa là "người bảo tồn"  và dhama có nghĩa là "luật tục, công lý, đạo đức", và rất có thể nhằm chỉ đến giới luật của Phật giáo Bắc truyền.

## Phát triển giáo lý

### Tổng quan
Các đại sư của Dharmaguptaka coi con đường của một vị thanh văn (śrāvaka), hay Thanh văn thừa (śrāvakayāna) và con đường của một vị bồ tát (bodhisattvayāna, Bồ tát thừa) là riêng biệt. Tài liệu Dị bộ tông luân luận (Samayabhedoparacanacakra) và các chú giải của nó đều nhấn mạnh điều này.
Theo A-tỳ-đạt-ma Đại Tỳ-bà-sa luận (Abhidharma Mahāvibhāṣā Śāstra), Pháp Tạng bộ chủ trương rằng Tứ diệu đế phải được quán sát đồng thời.
Thế Thân tuyên bố rằng quan điểm Pháp Tạng bộ tán thành với Thượng tọa bộ và chống lại Nhất thiết hữu bộ cho rằng việc chứng ngộ tứ diệu đế xảy ra cùng một lúc (ekābhisamaya).
Quan điểm của các tăng sĩ Dharmaguptaka được biết là đã bác bỏ thẩm quyền của các quy tắc prātimokṣa của Nhất thiết hữu bộ với lý do rằng những lời dạy nguyên thủy của Đức Phật đã bị thất truyền.

### Thập nhị bộ kinh
Dharmaguptaka đã sử dụng cách phân loại Thập nhị bộ kinh, được tìm thấy trong Dirgha Āgama, Vinaya của họ, và trong một số kinh Đại thừa. Mười hai phần này là: sūtra, geya, vyākaraṇa, gāthā, udāna, nidāna, jātaka, itivṛttaka, vaipulya, adbhūtadharma, avadāna và upadeśa.

## Ngoại diện và ngôn ngữ

### Tăng y
Nhà sư người Parthia An Thế Cao đã đến Trung Quốc và dịch một tác phẩm mô tả màu sắc tăng y (Skt. kāṣāya) được sử dụng trong năm bộ phái lớn của Ấn Độ, được gọi là Đại Tỳ-kheo Tam thiên Uy nghi (tiếng Trung: 大比丘三千威儀 ). Một văn bản khác được dịch sau này, Xá-lợi-phất vấn kinh (Śāriputraparipṛcchā), có một đoạn rất giống với thông tin được mô tả tại Đại Tỳ-kheo Tam thiên Uy nghi. Tuy nhiên, màu sắc tăng y của bộ phái Dharmaguptaka và Sarvāstivāda bị đảo ngược. Trong Đại Tỳ-kheo Tam thiên Uy nghi, tăng y Sarvāstivāda được mô tả là màu đỏ đậm, trong khi tăng y của Dharmaguptaka được mô tả là màu đen. Ngược lại, đoạn mô tả tương ứng được tìm thấy trong Śāriputraparipṛcchā sau này miêu tả các tăng nhân Sarvāstivāda mặc y đen và Dharmaguptaka mặc y đỏ đậm.
Thời Đường, các tu sĩ Phật giáo Trung Quốc thường mặc y màu đen xám và thậm chí còn được gọi một cách thông tục là Tri y (tiếng Trung: 緇衣; Tri ở đây có nghĩa là màu đen). Tuy nhiên, nhà sư Tán Ninh thời Tống viết rằng trong thời kỳ đầu của nhà Hán - Ngụy, các nhà sư Trung Hoa thường mặc tăng màu đỏ.
Theo luật Dharmaguptaka, tăng y không được may từ nhiều hơn 18 mảnh vải, và loại vải này phải khá nặng và thô.

### Ngôn ngữ
Giới học thuật hầu như đồng thuận cho rằng làn sóng đầu tiên của công tác truyền bá Phật giáo có liên quan đến ngôn ngữ Gāndhārī và chữ viết Kharoṣṭhī và có thể là với phái Dharmaguptaka. Tuy nhiên, có bằng chứng cho thấy các nhánh Phật giáo khác cũng sử dụng tiến Gāndhārī, và thêm bằng chứng cho thấy phái Dharmaguptaka đôi khi cũng sử dụng tiếng Phạn:
Bắt đầu từ thế kỷ thứ nhất của Công nguyên, đã có một xu hướng lớn hướng tới sử dụng một loại ngôn ngữ Gāndhārī được Phạn hóa nhiều hơn. :99

## Lịch sử

### Ở Tây Bắc Ấn Độ
Các tài liệu Phật giáo Gandharan, văn bản Phật giáo sớm nhất từng được phát hiện, rõ ràng là đặc trưng của phái Dharmaguptaka. Chúng có xu hướng xác nhận sự hưng thịnh của phái Dharmaguptaka ở tây bắc Ấn Độ vào khoảng thế kỷ thứ nhất CN, với Gāndhārī là ngôn ngữ kinh điển, và điều này sẽ giải thích ảnh hưởng tiếp theo của Dharmaguptaka ở Trung Á và sau đó là Đông Bắc Á. Theo học giả Phật giáo AK Warder, Dharmaguptaka bắt nguồn từ Aparānta.
Theo một học giả nghiên cứu, bằng chứng được cung cấp bởi các văn bản Phật giáo Gandharan "cho thấy [các] phái Dharmaguptaka đã đạt được thành công ban đầu dưới thời những người Ấn-Scythia bảo trợ của họ ở Gandhāra, nhưng phái này sau đó đã suy tàn cùng với sự trỗi dậy của Đế chế Kuṣāṇa (khoảng giữa thế kỷ thứ nhất đến thế kỷ thứ ba sau Công nguyên), vốn đã bảo trợ cho phái Sarvāstivāda." 

### Ở Trung Á
Bằng chứng sẵn có chỉ ra rằng các phái bộ truyền bá Phật giáo đầu tiên đến Khotan đã được thực hiện bởi phái Dharmaguptaka: :98
Một số học giả đã xác định ba giai đoạn chính khác biệt của các hoạt động truyền giáo thấy được trong lịch sử Phật giáo ở Trung Á, có liên quan đến các bộ phái sau theo trình tự thời gian:
1. Dharmagupta
2. Sarvāstivāda
3. Mūlasarvāstivāda

Vào thế kỷ thứ 7 CN, Huyền Trang và Nghĩa Tịnh đều ghi lại rằng hoặc động của phái Dharmaguptaka ở Oḍḍiyāna và Trung Á, nhưng không ở tiểu lục địa Ấn Độ. Yijing đã nhóm các bộ phái Mahīśāsaka, Dharmaguptaka và Kāśyapīya lại với nhau thành các tiểu nhánh của Sarvāstivāda, và tuyên bố rằng ba bộ này không thịnh hành ở "năm vùng của Ấn Độ", mà nằm ở một số vùng của Oḍḍiyāna, Khotan và Kucha.

### Ở Đông Á

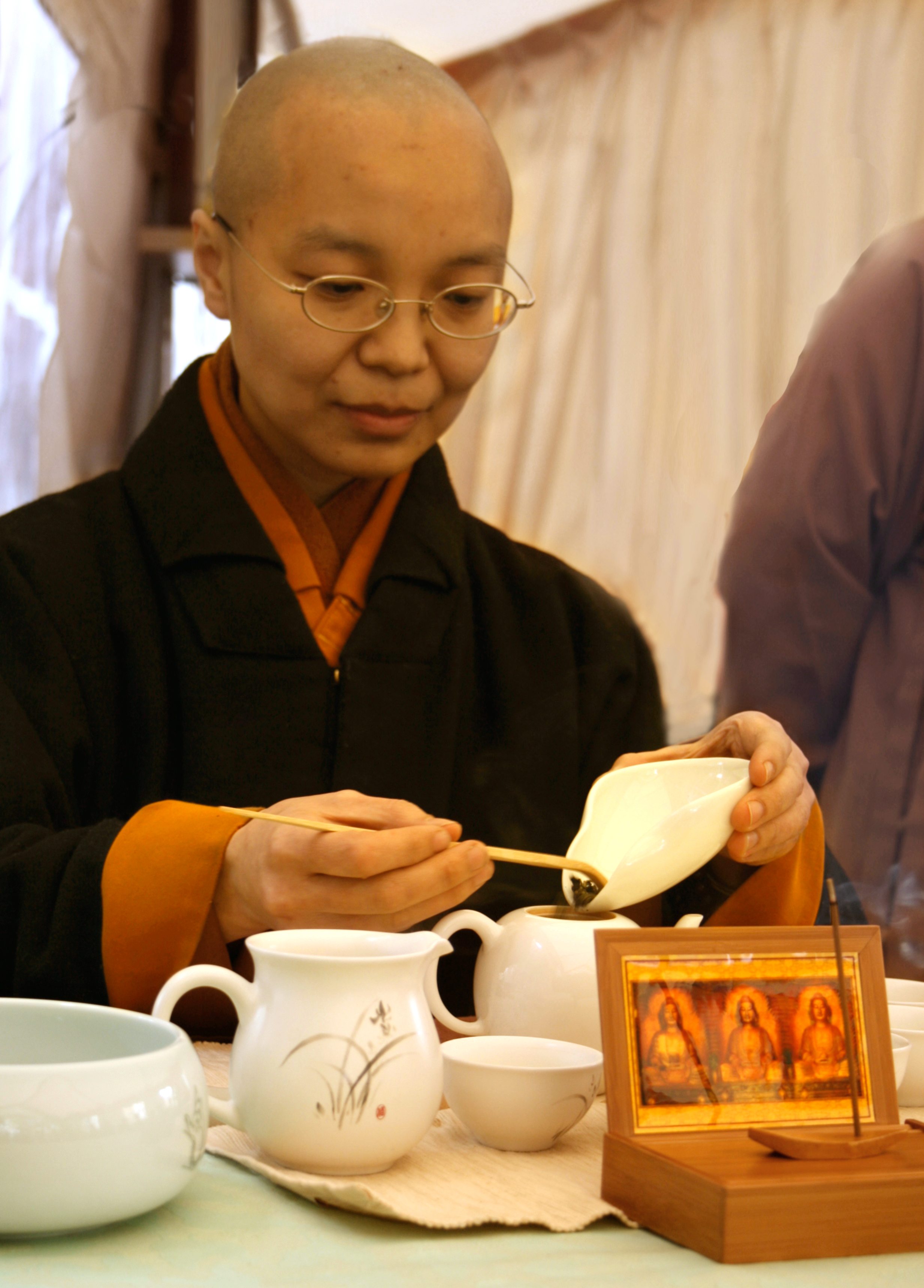
Thọ giới tỳ kheo ni đầy đủ là phổ biến trong dòng truyền thừa Dharmaguptaka. Đại lễ Vesak, Đài Loan.

Các nhà truyền giáo Dharmaguptaka đã nỗ lực nhiều hơn bất kỳ nhánh nào khác để truyền bá Phật giáo ra bên ngoài Ấn Độ, đến các khu vực như Iran, Trung Á và Trung Quốc, và họ đã thành công rực rỡ trong việc này. Do đó, hầu hết các quốc gia đã tiếp nhận Phật giáo từ Trung Quốc, cũng đã tiếp nhận Luật tạng Dharmaguptaka và dòng truyền thừa tỳ-kheo và tỳ-kheo-ni. Theo AK Warder, theo một cách nào đó, bộ phái Dharmaguptaka có thể được coi là vẫn tồn tại cho đến ngày nay ở các quốc gia Đông Á đó.
Trong thời kỳ đầu của Phật giáo Trung Quốc, các bộ phái Phật giáo Ấn Độ giữ vai trò quan trọng. Các kinh văn được nghiên cứu nhiều nhất là của Pháp Tạng bộ, Hóa Địa bộ, Ca-diếp bộ, Nhất thiết hữu bộ và Đại chúng bộ.
Giữa năm 250 và 255 sau Công nguyên, dòng truyền thừa Dharmaguptaka được thành lập ở Trung Quốc khi các nhà sư Ấn Độ được mời đến giúp thọ giới ở Trung Quốc. Không có bản Luật tạng đầy đủ nào được dịch vào thời điểm này, và chỉ có hai bản văn: Dharmaguptaka Karmavācanā dành cho việc xuất gia và Mahāsāṃghika Pratimokṣa để quy định đời sống của các nhà sư. Sau khi dịch toàn bộ Luật tạng, hầu hết các nhà sư đều tuân theo dòng truyền thừa Pháp Tạng bộ, nhưng các ngôi chùa thường quy định đời sống tu viện với các văn bản Luật tạng khác, chẳng hạn như của Đại chúng bộ, Hóa Địa bộ, hoặc Nhất thiết hữu bộ.
Vào thế kỷ thứ 7, Nghĩa Tịnh đã viết rằng ở miền đông Trung Quốc, hầu hết tuân theo Luật tạng Dharmaguptaka, trong khi Luật tạng Mahāsāṃghika đã được sử dụng trong thời gian trước đó ở Quan Trung (khu vực xung quanh Trường An), và Luật tạng Sarvāstivāda nổi bật ở khu vực Dương Tử và xa hơn về phía nam. Vào thế kỷ thứ 7, sự tồn tại của nhiều dòng Luật tạng trên khắp Trung Quốc đã bị chỉ trích bởi các đại sư Luật tạng như Yijing và Đạo An. Đầu thế kỷ thứ 8, Đạo An được sự ủng hộ của Hoàng đế Zhongzong của nhà Đường, do đó, một sắc chỉ của triều đình quy định tăng đoàn ở Trung Quốc chỉ được sử dụng luật Pháp Tạng bộ để xuất gia.

## Kinh văn

### Kinh văn Phật giáo Gandhāran
Các kinh văn Phật giáo Gandhāran (các bản thảo Phật giáo cổ nhất còn tồn tại) được Richard Salomon cho là thuộc về phái Dharmaguptaka, và các cuộn sách của Thư viện Anh "đại diện cho một phần ngẫu nhiên nhưng có tính đại diện hợp lý của những gì có lẽ là một tập hợp lớn hơn nhiều của các bản văn được lưu giữ trong tàng kinh viện của một tự viện Dharmaguptaka ở Nagarāhāra." 
Trong các văn bản Phật giáo Dharmaguptaka Gandhāran trong Bộ sưu tập Schøyen, có một đoạn trong bản kinh Kharoṣṭhī đề cập đến Sáu Ba-la-mật, một thực hành trung tâm của các vị bồ tát trong giáo lý Đại thừa.

### Bản dịch luật tạng
Vào đầu thế kỷ thứ 5 CN, Luật Pháp Tạng bộ đã được dịch sang chữ Hán bởi nhà sư Dharmaguptaka Buddhayaśas (佛陀耶舍) của Kashmir. Đối với bản dịch này, Buddhayaśas đã đọc thuộc lòng Luật tạng Dharmaguptaka hoàn toàn từ trí nhớ, thay vì đọc nó từ một bản viết tay. Sau khi dịch, Luật Pháp Tạng bộ trở thành luật chính thống trong tự viện Phật giáo Trung Quốc. Luật Pháp Tạng bộ (Dhammaguptaka Vinaya) ngày nay vẫn còn được truyền thừa ở Trung Quốc, Việt Nam và Hàn Quốc cho đến ngày nay. Tên gọi của Luật tạng Pháp Tạng bộ trong truyền thống Đông Á là "Tứ phần luật" ( tiếng Trung: 四分律; bính âm: Sìfēn Lǜ ), và tựa tiếng Phạn tương đương sẽ là Caturvargika Vinaya. Việc xuất gia theo Luật tạng Pháp Tạng bộ chỉ liên quan đến giới nguyện và dòng truyền thừa (Vinaya), và không mâu thuẫn với giáo lý Phật giáo thực tế mà một người tuân theo (Pháp).

### Các bộ Āgama
Dīrgha Āgama ("Trường A-hàm Kinh", 長阿含經) (T. 1) tương ứng với Trường Bộ kinh của truyền thống Nam tông. Một phiên bản hoàn chỉnh của Dirgha Āgama của Dharmaguptaka đã được dịch bởi Buddhayaśas và Trúc Phật Niệm (竺佛念) vào thời Hậu Tần, có niên đại 413 CN. Nó chứa 30 bài kinh, khác với số lượng 34 bài kinh của Trường Bộ Kinh .
Ekottara Āgama ("Tăng nhất A-hàm kinh," 增壹阿含經) (T. 125) tương ứng với Tăng chi Bộ kinh của Theravāda. Nó được dịch sang chữ Hán bởi Dharmanandi vào năm 384, và được Gautama Saṃghadeva biên tập vào năm 398. Một số người cho rằng bản gốc của nó đến từ phái Sarvāstivādin hoặc Mahāsāṃghika. Tuy nhiên, theo AK Warder, Ekottara Āgama đề cập đến 250 quy tắc prātimokṣa dành cho các nhà sư, điều này chỉ tương đồng với Luật tạng Dharmaguptaka. Ông cũng xem một số học thuyết là mâu thuẫn với các nguyên lý của phái Mahāsāṃghika, và tuyên bố rằng chúng đồng thuận nhiều quan điểm với Dharmaguptaka hiện được biết đến. Do đó, ông kết luận rằng Ekottara Āgama còn tồn tại là của Dharmaguptaka.

### Vi diệu pháp
Śāriputra Abhidharma Śāstra (舍利弗阿毘曇論Shèlìfú Āpítán Lùn ) (T. 1548) là một bản luận pháp hoàn chỉnh được cho là đến từ phái Dharmaguptaka. Phiên bản hoàn chỉnh duy nhất của bản luận này là bằng chữ Hán. Các mảnh tiếng Phạn đã được tìm thấy ở Bamiyan, Afghanistan, và hiện là một phần của Bộ sưu tập Schøyen (MS 2375/08). Những bản thảo này được cho là một phần của thư viện tu viện của phái Mahāsāṃghika Lokottaravāda.

### Piṭaka bổ sung
Bộ Đại tạng của Pháp Tạng bộ được cho là có thêm hai phần mà một số phái khác không có. Chúng bao gồm các phần Bồ tát tạng và Mật tạng (咒藏Zhòu Zàng ), đôi khi còn được gọi là Dhāraṇī Piṭaka. Theo Buddhayaśas, người dịch Luật tạng Dharmaguptaka sang chữ Hán, phái Dharmaguptaka đã đồng hóa "Tam tạng Đại thừa" (大乘三藏 Dàchéng Sānzàng ).

### Abhiniṣkramaṇa Sūtra
Tiểu sử của Đức Phật Dharmaguptaka là toàn bộ nhất trong tất cả các tiểu sử cổ điển của Đức Phật, và có tựa đề là Abhiniṣkramaṇa Sūtra . Nhiều bản dịch chữ Hán của văn bản này có niên đại từ giữa thế kỷ thứ 3 và thứ 6 sau Công nguyên.

## Mối quan hệ với Đại thừa

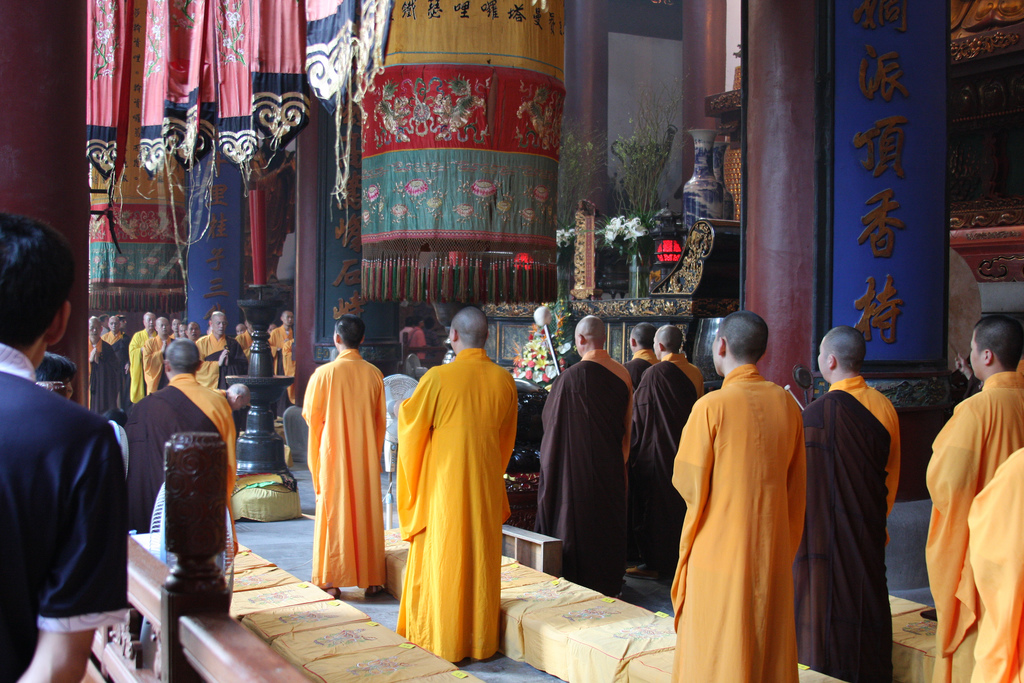
Tỳ kheo thực hiện nghi lễ Phật giáo truyền thống ở Hàng Châu, tỉnh Chiết Giang, Trung Quốc

### Thời kỳ Kushan
Không rõ thời điểm khi các tăng sĩ Dharmaguptaka bắt đầu chấp nhận các kinh điển Đại thừa, nhưng tài liệu Mañjuśrīmūlakalpa ghi lại rằng Kaniṣka của Đế chế Kuṣāṇa đã chủ trì việc thành lập các học thuyết Bát nhã ba la mật ở phía tây bắc Ấn Độ. Tāranātha đã viết rằng trong vùng này, 500 vị bồ tát đã tham dự hội đồng tại tu viện Jālandhra trong thời Kaniṣka, gợi ý một số sức mạnh thể chế cho Mahāyāna ở phía tây bắc trong thời kỳ này. Edward Conze còn đi xa hơn khi nói rằng Prajñāpāramitā đã thành công rực rỡ ở phía tây bắc trong thời kỳ Kuṣāṇa, và có thể là căn cứ địa của Đại thừa thời kỳ đầu, nhưng không phải nơi phát tích của nó, mà ông liên kết với nhánh Đại chúng bộ.

### Ugraparipṛcchā Sūtra
Jan Nattier viết rằng bằng chứng văn bản hiện có gợi ý rằng Mahāyāna Ugraparipṛcchā Sūtra được lưu hành trong các cộng đồng Dharmaguptaka trong suốt lịch sử ban đầu của nó, nhưng một bản dịch sau này cho thấy bằng chứng rằng văn bản sau đó cũng được lưu hành giữa những người Sarvāstivādin. Ugraparipṛcchā cũng đề cập đến sự phân chia bốn phần của kinh điển Phật giáo bao gồm Bồ tát tạng, và Pháp Tạng bộ được biết là đã có một bộ sưu tập như vậy trong kinh điển của họ. Nattier mô tả thêm về loại cộng đồng được mô tả trong Ugraparipṛcchā.

### Ratnarāśivyākaraṇa Sūtra
Mahāyāna Ratnarāśivyākaraṇa Sūtra, là một phần của Mahāratnakūṭa Sūtra, được một số học giả tin rằng có nguồn gốc hoặc nguồn gốc từ Dharmaguptaka, do các quy định cụ thể của nó về việc cúng dường cho Đức Phật và cho Tăng đoàn.

### Bát Nhã Ba La Mật Đa
Theo Joseph Walser, có bằng chứng cho thấy Pañcaviṃśatisāhasrikā Prajñāpāramitā Sūtra (25.000 dòng) và Śatasāhasrikā Prajñāpāramitā Sūtra (100.000 dòng) có mối liên hệ với phái Dharmaguptaka, trong khi Aṣṭasāhasrikā Prajñāpāramitā Sūtra (80 dòng) thì không. Thay vào đó, Guang Xing đánh giá quan điểm của Đức Phật được đưa ra trong Aṣṭasāhasrikā Prajñāpāramitā Sūtra (8000 dòng) là quan điểm của Mahāsāṃghika.

### Buddhayaśas
Buddhayaśas vốn là một tăng sĩ Dharmaguptaka, được biết đến là một người theo thuyết Đại thừa, được ghi nhận là đã học cả hai bộ luận Phật giáo Nguyên thủy và Đại thừa. Ông đã dịch Luật tạng Pháp Tạng bộ, Dirgha Āgama, và các kinh văn Đại thừa, bao gồm cả Kinh Đại Tạng Quán Bồ Tát (虛空藏菩薩經Xūkōngzàng Púsà Jīng ). Lời nói đầu do Buddhayaśas viết cho bản dịch Luật tạng Pháp Tạng bộ của ông nói rằng các tăng sĩ Pháp Tạng bộ đã đồng hóa Tam tạng Đại thừa.

### Kinh điển Phật giáo
Dharmaguptaka được cho là có thêm hai phần trong kinh điển của họ:
1. Bồ-tát tạng
2. Mantra Piṭaka hay Dhāraṇī Piṭaka

Trong tác phẩm Abhidharma Abhidharma Abhidharmamuccaya của thế kỷ thứ 4, Asaṅga đề cập đến bộ sưu tập chứa các Āgama là Śrāvakapiṭaka, và liên kết nó với Thanh văn và Duyên giác . Vô Trước phân loại các kinh Đại thừa thuộc về Bồ tát tạng, được chỉ định là tuyển tập giáo lý cho các vị bồ tát.

### Paramārtha
Paramārtha, một nhà sư Ấn Độ thế kỷ thứ 6 từ Ujjain, liên kết rõ ràng trường phái Dharmaguptaka với Mahāyāna, và miêu tả Dharmaguptaka có lẽ là bộ phái gần nhất với phái Mahāyāna.